# 刘放 (少将)
刘放（1909年—1985年），原名刘乾元，别名刘震，男，河南荥阳人，中国人民解放军将领、中国人民解放军开国少将。曾任空军后勤部第一副部长兼卫生部部长。

## 生平
1955年，授予中国人民解放军少将。